# Rancaasih
Rancaasih is een bestuurslaag in het regentschap Subang van de provincie West-Java, Indonesië. Rancaasih telt 4387 inwoners (volkstelling 2010).